# Lux æterna (Clint Mansell)
Lux Æterna (dal latino "luce eterna") è un brano composto da Clint Mansell, tema musicale principale del film drammatico del 2000 Requiem for a Dream di Darren Aronofsky, penultima traccia dell'album contenente la colonna sonora Requiem for a Dream. La popolarità del brano si deve principalmente all'uso che ne venne fatto negli anni successivi in altri film, per la promozione di trailer cinematografici e soprattutto sulla piattaforma multimediale Youtube.
Una versione del brano venne ri-orchestrata con cori e un'orchestra completa per il trailer de Il Signore degli Anelli - Le due torri del 2002 venendo rinominata Requiem for a Tower. Venne arrangiata da Simone Benyacar, Daniel Nielsen e Veigar Margeirsson.
Nel 2023 è uscita una versione da parte del celebre gruppo Metallica